# Everybody's All-American
Everybody's All-American is een Amerikaanse sport-dramafilm uit 1988 onder regie van Taylor Hackford. De film is gebaseerd op het gelijknamige boek uit 1981 van Frank Deford. De film werd in het najaar van 1990 direct-naar-video uitgebracht in Nederland onder de titel When I Fall in Love.

## Verhaal
De film schetst de jarenlange driehoeksverhouding tussen de studiegenoten Babs, Grey Ghost en Cake. De laatste is een sportheld en Cake is een timide intellectueel die al jaren heimelijk verliefd is op Grey Ghosts liefje Babs. Grey Ghost geniet tijdens zijn studententijd een glansrijke carrière als footballspeler, maar raakt zodra hij ouder wordt steeds meer in de vergetelheid. 
Het afscheid van de schijnwerpers blijkt moeilijker dan gedacht en er komt druk te staan op zijn huwelijk met Babs, waarna ze alsmaar dichter naar Cake groeit.

## Rolverdeling
| Acteur                 | Personage               |
| ---------------------- | ----------------------- |
| Jessica Lange          | Babs Rogers Grey        |
| Dennis Quaid           | Gavin "Grey Ghost" Grey |
| Timothy Hutton         | Donnie "Cake" McCaslin  |
| John Goodman           | Ed "Bull" Lawrence      |
| Carl Lumbly            | Narvel Blue             |
| Ray Baker              | Bolling Kiely           |
| Savannah Smith Boucher | Darlene Kiely           |
| Patricia Clarkson      | Leslie Stone            |
| Wayne Knight           | Fraternity Pisser       |

## Productie
Een verfilming van het boek ging in 1982 in ontwikkeling, maar kwam niet van de grond. De filmstudio aarzelde om veel in het project te investeren, vanwege twijfels over de potentie voor internationaal succes van een footballfilm alsmede Tommy Lee Jones, die aanvankelijk de hoofdrol op zich had genomen. Het duurde uiteindelijk zes jaar voordat de film werd volbracht en door de jaren heen waren namen als Robert Redford, Warren Beatty en Robert DeNiro verbonden aan de film. Uiteindelijk werd Dennis Quaid gecast. 
Jessica Lange was zo ontevreden met het resultaat van het filmproject, dat ze weigerde om mee te werken aan de gebruikelijke promotiecampagne. In een interview in 1989 stelde ze dat ze in haar carrière nooit meer met regisseur Taylor Hackford wilde samenwerken.

## Ontvangst
De film werd in Nederland in video uitgebracht onder de titel When I Fall in Love. Recensent van het Algemeen Dagblad noemde het "een ambitieuze film waarbiin te veel wordt aangestipt, zoals bijvoorbeeld de rassenonlusten in het zuiden. Maar een echt misbaksel is deze film zeker niet." Criticus van De Telegraaf schreef dat het verhaal "wat te lang duurt", maar dat het "getuigt van inzicht" en "onderhoudend genoeg blijft". Recensent van Het Vrije Volk noemde het "een bezienswaardige, maar iets te sentimentele film".

## Prijzen en nominaties
| Jaar | Prijs              | Categorie          | Genomineerde(n)               | Uitslag     |
| ---- | ------------------ | ------------------ | ----------------------------- | ----------- |
| 1989 | USC Scripter Award | USC Scripter Award | Thomas Rickman & Frank Deford | Genomineerd |